# Атлетико Венесуэла
«Атле́тико Венесуэ́ла» (исп. Atlético Venezuela Club de Fútbol) — венесуэльский футбольный клуб из Каракаса. В настоящий момент выступает в Примере Венесуэлы, сильнейшем дивизионе страны.

## История
Клуб основан 23 июля 2009 года. В первый же год своего существования «Атлетико» победил в «Сегунде» Венесуэлы и добился права выступать в «Примере». Дебютный сезон клуба в высшем дивизионе сложился неудачно, заняв 17-е место из 18 команд, «Атлетико» выбыл в «Сегунду». Однако команда вновь стала чемпионом второго дивизиона и с сезона 2012/13 вновь выступает в высшем дивизионе.
Домашние матчи команда проводит на стадионе «Брихидо Ириарте», вмещающем 12 000 зрителей.

## Достижения
- Победитель Второго дивизиона Венесуэлы (2): 2009/10, 2011/12